# Betina Jozami
Betina Jozami (Paraná, 8 de septiembre de 1988) es una ex tenista argentina.
En los Juegos Panamericanos de 2007 obtuvo dos medallas (oro en dobles y bronce en singles) convirtiéndose en la sexta argentina en subirse al podio en individuales femeninos en los Juegos Panamericanos desde 1951.
Compitió en los Juegos Olímpicos de Pekín 2008.

## Biografía
Betina empezó a jugar al tenis a los 8 años en Paraná, su ciudad natal, en el Club de Tenis Urquiza con el profesor Alejandro Rudi.
Fue representante argentina en varias ocasiones, campeona sudamericana en Brasil en 2000, campeona en dobles del Orange Bowl en 2003 y campeona mundial en la Junior Davis Cup en 2004. En 2007, obtuvo la medalla de oro en dobles junto a Jorgelina Cravero y una de bronce en singles en los Juegos Panamericanos de 2007. 
Participó de los Juegos Olímpicos de Beijing 2008 representando a Argentina en dobles junto a Gisela Dulko quedando en la novena posición.
Betina, a lo largo de su carrera en singles fue ganadora de 7 ITF, una medalla de bronce en los juegos panamericanos 2007 logrando su mayor ranking número 132 del mundo en febrero de 2009, con un récord de 153 victorias y 115 derrotas.
En dobles, Betina Jozami se consagró campéona de 15 ITF, obtuvo una medalla de oro en los juegos panamericanos 2007 logrando su mayor ranking número 96 del mundo en mayo de 2008. El récord de victorias y derrotas para Betina en dobles fue de 153 victorias y 82 derrotas.
Tras su retiro, en el año 2011 comenzó a estududiar administración de empresas en la Universidad Nacional de General San Martín. 
Representó a su Universidad y a su país en las Universidades de verano en Shenzhen, China en el año 2011. Dos años más tarde volvió a representar a Argentina a las Universidades en Kazán, Rusia, siendo abanderada de su país.
Entre 2015 y 2017 vivió y trabajó como consultora en la Ciudad de México, durante este período, Betina celebró una exposición de tenis junto a Andy Roddick, Melisa Torres y James Blake.
En 2018 trabajó en Weymouth Club como entrenadora de alto rendimieto y freelancer en el campo de comercio electrónico en Boston, Massachusetts.

## Torneos (21; 7+14)

### Individuales (7)

#### Títulos

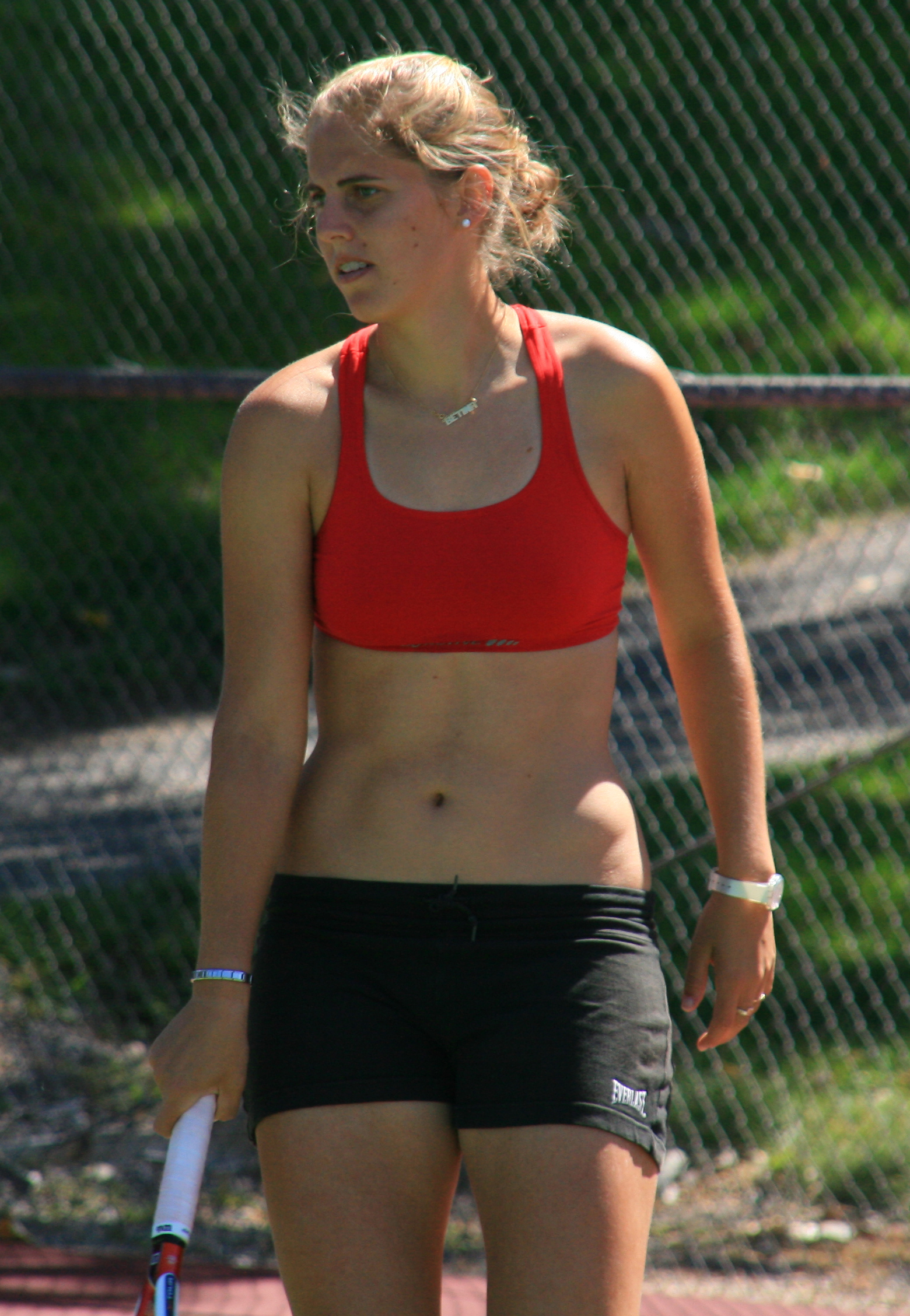
Jozami en Albuquerque durante 2008

| Leyenda                 |
| Grand Slam (0)          |
| WTA Championships (0)   |
| Tier I (0)              |
| WTA Tour (0)            |
| ITF Women's Circuit (7) |

Obtener ayuda para editar
| N.º | Fecha                    | Torneo            | Superficie    | Oponente en la final   | Resultado   |
| --- | ------------------------ | ----------------- | ------------- | ---------------------- | ----------- |
| 1.  | 28 de mayo de 2006       | ITF Monterrey     | Dura          | Mariana Duque          | 6-3 6-3     |
| 2.  | 4 de junio de 2006       | ITF León          | Dura Indoor   | Agustina Lepore        | 6-3 6-1     |
| 3.  | 17 de septiembre de 2006 | ITF Tampico       | Dura          | Daniela Muñoz Gallegos | 6-3 6-0     |
| 4.  | 24 de septiembre de 2006 | ITF Guadalajara   | Tierra batida | Estefanía Craciun      | 6-3 6-4     |
| 5.  | 1 de octubre de 2006     | ITF CD Juárez     | Tierra batida | Estefanía Craciun      | 6-1 0-6 6-2 |
| 6.  | 6 de abril de 2008       | ITF Civitavecchia | Tierra batida | Polona Hercog          | 6-2 6-2     |
| 7.  | 5 de octubre de 2008     | ITF Juárez        | Tierra batida | Jorgelina Cravero      | 2-2 RET     |

#### Finalista (3)
| Leyenda                 |
| Grand Slam (0)          |
| WTA Championships (0)   |
| Tier I (0)              |
| WTA Tour (0)            |
| ITF Women's Circuit (3) |

| N.º | Fecha                    | Torneo               | Superficie    | Oponente en la final | Resultado   |
| --- | ------------------------ | -------------------- | ------------- | -------------------- | ----------- |
| 1.  | 27 de julio de 2003      | ITF Puerto Ordaz-1   | Dura          | Zuzana Cerna         | 0-6 0-6     |
| 2.  | 12 de septiembre de 2004 | ITF Santiago         | Tierra batida | María José Argeri    | 4-6 5-7     |
| 3.  | 23 de julio de 2006      | ITF Campos do Jordão | Dura          | María José Argeri    | 6-4 2-6 3-6 |

#### Clasificación en individuales en torneos del Grand Slam
| Torneo               | 2007 | 2008 | 2009 | Títulos |
| -------------------- | ---- | ---- | ---- | ------- |
| Abierto de Australia | -    | -    | 3R   | 0       |
| Roland Garros        | -    | 3R   | -    | 0       |
| Wimbledon            | 1R   | 1R   | -    | 0       |
| US Open              | 1R   | 1R   | 1R   | 0       |

### Dobles (14)

#### Títulos
| Leyenda                  |
| Grand Slam (0)           |
| WTA Championships (0)    |
| Tier I (0)               |
| WTA Tour (0)             |
| ITF Women's Circuit (14) |

| N.º | Fecha                    | Torneo        | Superficie    | Pareja                 | Oponentes en la final                      | Resultado      |
| --- | ------------------------ | ------------- | ------------- | ---------------------- | ------------------------------------------ | -------------- |
| 1.  | 5 de septiembre de 2004  | Asunción      | Tierra batida | Verónica Spiegel       | Bruna Colosio Ana Lucía Migliarini de León | 7-5 6-4        |
| 2.  | 12 de febrero de 2006    | Mérida        | Dura          | Agustina Lepore        | Erika Clarke Daniela Muñoz Gallegos        | 6-1 6-2        |
| 3.  | 28 de mayo de 2006       | Monterrey     | Dura          | Agustina Lepore        | Valerie Tetreault Lorena Villalobos Cruz   | 4-6 6-1 6-2    |
| 4.  | 11 de junio de 2006      | Jalapa        | Dura          | Daniela Muñoz Gallegos | María Irigoyen Flavia Mignola              | 7-6(8) 3-6 6-1 |
| 5.  | 16 de julio de 2006      | Caracas       | Dura          | Andrea Koch Benvenuto  | María Irigoyen Flavia Mignola              | 4-6 6-2 6-2    |
| 6.  | 17 de septiembre de 2006 | Tampico       | Dura          | Daniela Muñoz Gallegos | Erika Clarke Courtney Nagle                | 6-4 6-3        |
| 7.  | 24 de septiembre de 2006 | Guadalajara   | Tierra batida | Daniela Muñoz Gallegos | Alexandra Dulgheru Valeria Pulido Velasco  | 7-5 6-4        |
| 8.  | 1 de octubre de 2006     | Ciudad Juárez | Tierra batida | Estefanía Craciun      | Erika Clarke Courtney Nagle                | 6-1 6-1        |
| 9.  | 10 de junio de 2007      | Madrid        | Tierra batida | Jorgelina Cravero      | Nina Bratchikova Neuza Silva               | 6-4 6-4        |
| 10. | 5 de agosto de 2007      | Washington    | Dura          | Jorgelina Cravero      | Julie Ditty Natalie Grandin                | 1-6 6-1 6-2    |
| 11. | 21 de enero de 2008      | Waikoloa      | Dura          | María Fernanda Alves   | Angela Haynes Mashona Washington           | 7-5 6-4        |
| 12. | 5 de abril de 2008       | Civitavecchia | Tierra batida | Jorgelina Cravero      | Stefania Chieppa Darya Kustova             | 4-6 6-3 10-6   |
| 13. | 6 de octubre de 2008     | Juárez        | Tierra batida | Jorgelina Cravero      | Soledad Esperón Florencia Molinero         | 6-0 7-6(6)     |
| 14. | 13 de febrero de 2009    | Cali          | Tierra batida | Arantxa Parra Santonja | Frederica Piedade Anastasia Yakimova       | 6-3 6-1        |

#### Clasificación en dobles en torneos del Grand Slam
| Torneo               | 2008 | Títulos |
| -------------------- | ---- | ------- |
| Abierto de Australia | -    | 0       |
| Roland Garros        | -    | 0       |
| Wimbledon            | 1r   | 0       |
| US Open              | -    | 0       |

### Juegos Panamericanos de 2007
- Medalla de oro

| N.º | Fecha               | Torneo                                   | Superficie    | Pareja            | Oponentes en la final           | Resultado |
| --- | ------------------- | ---------------------------------------- | ------------- | ----------------- | ------------------------------- | --------- |
| 1   | 22 de julio de 2007 | Juegos Panamericanos Río de Janeiro 2007 | Tierra batida | Jorgelina Cravero | Mariana Duque Karen Castiblanco | 6-2, 6-4  |

- Medalla de bronce

| N.º | Fecha               | Torneo                                   | Superficie    | Oponente en la final    | Resultado |
| --- | ------------------- | ---------------------------------------- | ------------- | ----------------------- | --------- |
| 1   | 21 de julio de 2007 | Juegos Panamericanos Río de Janeiro 2007 | Tierra batida | Melissa Torres Sandoval | 6-4, 7-6  |